# Olga Govorcovová
Olga Govorcovová (bělorusky Вольга Аляксееўна Гаварцова, rusky Ольга Алексеевна Говорцова, * 23. srpna 1988, Pinsk, Sovětský svaz, dnes Bělorusko) je běloruská tenistka, která na okruh WTA Tour vstoupila v roce 2002. Ve své dosavadní kariéře vyhrála na okruhu WTA Tour osm turnajů ve čtyřhře. V rámci okruhu ITF získala pět titulů ve dvouhře a jeden ve čtyřhře.
Na žebříčku WTA byla ve dvouhře nejvýše klasifikována v červnu 2008 na 35. místě a ve čtyřhře pak v srpnu 2011 na 24. místě.
Na nejvyšší grandslamové úrovni se probojovala jako kvalifikantka do osmifinále dvouhry na londýnském Wimbledonu 2015, kde nestačila na nasazenou Američanku Madison Keysovou, které podlehla ve třech setech. V ženském deblu se nejdále dostala na všech čtyřech Grand Slamech do 3. kola.
V běloruském fedcupovém týmu debutovala v roce 2008 utkáním zóny Evropy a Afriky proti Gruzii, v němž dokázala ve třech sadách porazit Oxanu Kalašnikovovou. Bělorusky v sérii zvítězily celkově 3:0 na zápasy. Do roku 2015 v soutěži nastoupila k dvaceti sedmi mezistátním utkáním s bilancí 20–8 ve dvouhře a 4–1 ve čtyřhře.

## Finálové účasti na turnajích WTA Tour
| Legenda                               |
| ------------------------------------- |
| D – dvouhra; Č – čtyřhra              |
| Grand Slam (0)                        |
| WTA Tour Championships (0)            |
| Premier Mandatory & Premier 5 (1–1 Č) |
| Premier (0–1 D; 1–0 Č)                |
| International (0–3 D; 6–4 Č)          |
| WTA 125 (0–1 Č)                       |

### Dvouhra: 4 (0–4)
| Stav       | Č. | Datum          | Turnaj                           | Povrch    | Soupeřka ve finále     | Výsledek           |
| ---------- | -- | -------------- | -------------------------------- | --------- | ---------------------- | ------------------ |
| Finalistka | 1. | 1. března 2008 | Memphis, Spojené státy           | tvrdý (h) | Lindsay Davenportová   | 2–6, 1–6           |
| Finalistka | 2. | 25. října 2009 | Moskva, Rusko                    | tvrdý (h) | Francesca Schiavoneová | 3–6, 0–6           |
| Finalistka | 3. | 11. dubna 2010 | Ponte Vedra Beach, Spojené státy | antuka    | Caroline Wozniacká     | 2–6, 5–7           |
| Finalistka | 4. | 14. září 2013  | Taškent, Uzbekistán              | tvrdý     | Bojana Jovanovská      | 6–4, 5–7, 6–7(3–7) |

### Čtyřhra: 14 (8–6)
| Stav       | Č. | Datum             | Turnaj                         | Povrch    | Partner                    | Soupeřky ve finále                           | Výsledek              |
| ---------- | -- | ----------------- | ------------------------------ | --------- | -------------------------- | -------------------------------------------- | --------------------- |
| Finalistka | 1. | 14. dubna 2008    | Charleston, Spojené státy      | antuka    | Edina Gallovitsová         | Katarina Srebotniková Ai Sugijamová          | 2–6, 2–6              |
| Vítězka    | 1. | 19. května 2008   | Istanbul, Turecko              | antuka    | Jill Craybasová            | Marina Erakovicová Polona Hercogová          | 6–1, 6–2              |
| Vítězka    | 2. | 20. září 2009     | Kanton, Čína                   | tvrdý     | Taťána Pučeková            | Kimiko Dateová Sun Tchien-tchien             | 3–6, 6–2, [10–8]      |
| Vítězka    | 3. | 26. září 2009     | Taškent, Uzbekistán            | tvrdý     | Taťána Pučeková            | Vitalija Ďjačenková Jekatěrina Dzegalevičová | 6–2, 6–7(1-7), [10–8] |
| Vítězka    | 4. | 9. října 2010     | Peking, Čína                   | tvrdý     | Čuang Ťia-žung             | Gisela Dulková Flavia Pennettaová            | 7–6(7-2), 1–6, [10–7] |
| Vítězka    | 5. | 19. února 2011    | Memphis, Spojené státy         | tvrdý (h) | Alla Kudrjavcevová         | Andrea Hlaváčková Lucie Hradecká             | 6–3, 4–6, [10–8]      |
| Vítězka    | 6. | 12. června 2011   | Birmingham, Spojené království | tráva     | Alla Kudrjavcevová         | Sara Erraniová Roberta Vinciová              | 1–6, 6–1, [10–5]      |
| Finalistka | 2. | 31. července 2011 | Washington D.C., Spojené státy | tvrdý     | Alla Kudrjavcevová         | Sania Mirzaová Jaroslava Švedovová           | 3–6, 3–6              |
| Vítězka    | 7. | 27. srpna 2011    | New Haven, Spojené státy       | tvrdý     | Čuang Ťia-žung             | Sara Erraniová Roberta Vinciová              | 7–5, 6–2              |
| Finalistka | 3. | 25. února 2012    | Memphis, Spojené státy         | tvrdý (h) | Věra Duševinová            | Andrea Hlaváčková Lucie Hradecká             | 3–6, 4–6              |
| Vítězka    | 8. | 26. května 2012   | Štrasburk, Francie             | antuka    | Klaudia Jansová-Ignaciková | Natalie Grandinová Vladimíra Uhlířová        | 6–7(4–7), 6–3, [10–3] |
| Finalistka | 4. | 14. září 2013     | Taškent, Uzbekistán            | tvrdý     | Mandy Minellaová           | Tímea Babosová Jaroslava Švedovová           | 3-6, 3-6              |
| Finalistka | 5. | 7. dubna 2014     | Monterrey, Mexiko              | tvrdý     | Tímea Babosová             | Darija Juraková Megan Moultonová-Levyová     | 6–7(5–7), 6–3, [9–11] |
| Finalistka | 6. | 19. září 2016     | Guangzhou, Čína                | tvrdý     | Věra Lapková               | Asia Muhammadová Pcheng Šuaj                 | 2–6, 6–7(3–7)         |

## Finálové účasti na turnajích WTA 125
| Legenda                  |
| ------------------------ |
| D – dvouhra; Č – čtyřhra |
| WTA 125 (0–1 D; 1–0 Č)   |

### Dvouhra: 1 (0–1)
| Stav       | č. | datum         | turnaj          | povrch | soupeřka ve finále        | výsledek |
| ---------- | -- | ------------- | --------------- | ------ | ------------------------- | -------- |
| Finalistka | 1. | červenec 2021 | Båstad, Švédsko | antuka | Nuria Párrizasová Díazová | 2–6, 2–6 |

### Čtyřhra: 1 (1–0)
| Stav    | Č. | Datum         | Turnaj           | Povrch | Partner            | Soupeřky ve finále                          | Výsledek |
| ------- | -- | ------------- | ---------------- | ------ | ------------------ | ------------------------------------------- | -------- |
| Vítězka | 1. | červenec 2021 | Bělehrad, Srbsko | antuka | Lidzija Marozavová | Aljona Fominová-Klocová Jekatěrina Jašinová | 6–2, 6–2 |

## Tituly na okruhu ITF
| Dotace turnajů okruhu ITF | Dotace turnajů okruhu ITF |
| ------------------------- | ------------------------- |
| 100 000 $ tournaments     |                           |
| 80 000 $ tournaments      |                           |
| 50/60 000 $ tournaments   |                           |
| 25 000 $ tournaments      |                           |
| 10 000 $ tournaments      |                           |

### Dvouhra (9 titulů)
| č. | datum       | turnaj                              | povrch    | poražená soupeřka          | výsledek            |
| -- | ----------- | ----------------------------------- | --------- | -------------------------- | ------------------- |
| 1. | březen 2007 | Minsk, Bělorusko                    | koberec   | Eva Hrdinová               | 6–7(5), 6–2, 6–3    |
| 2. | duben 2007  | Jackson, Spojené státy              | antuka    | Melissa Torres Sandovalová | 6–1, 6–1            |
| 3. | únor 2012   | Midland, Spojené státy              | tvrdý (h) | Magdaléna Rybáriková       | 6–3, 6–7(6), 7–6(5) |
| 4. | únor 2015   | Kreuzlingen, Švýcarsko              | koberec   | Rebecca Šramková           | 6–2, 6–1            |
| 5. | březen 2015 | Sevilla, Španělsko                  | antuka    | Maryna Zanevská            | 7–5, 6–2            |
| 6. | září 2016   | Ču-chaj, Čína                       | tvrdý     | İpek Soyluová              | 6–1, 6–2            |
| 7. | duben 2017  | Indian Harbour Beach, Spojené státy | antuka    | Amanda Anisimovová         | 6–3, 4–6, 6–3       |
| 8. | červen 2019 | Darmstadt, Německo                  | antuka    | Clara Tausonová            | 6–1, 7–6(3)         |
| 9. | únor 2020   | Nicholasville, Spojené státy        | tvrdý (h) | Claire Liuová              | 6–4, 6–4            |

### Čtyřhra (3 tituly)
| č. | datum         | turnaj                   | povrch    | spoluhráčka         | soupeřky ve finále                    | výsledek |
| -- | ------------- | ------------------------ | --------- | ------------------- | ------------------------------------- | -------- |
| 1. | listopad 2003 | Ramat ha-Šaron, Izrael   | tvrdý     | Viktoria Azarenková | Natalie Neriová Danielle Steinbergová | 6–0, 6–3 |
| 2. | únor 2019     | Midland, Spojené státy   | tvrdý (h) | Valeria Savinychová | Coco Gauffová Ann Liová               | 6–4, 6–0 |
| 3. | listopad 2019 | Las Vegas, Spojené státy | tvrdý     | Mandy Minellaová    | Sophie Changová Alexandra Muellerová  | 6–3, 6–4 |

## Postavení na žebříčku WTA na konci sezóny

### Dvouhra
| Rok    | 2004 | 2005 | 2006   | 2007  | 2008  | 2009  | 2010  | 2011   | 2012  | 2013  | 2014   |
| Pořadí | 600. | –    | ▲ 334. | ▲ 49. | ▬ 49. | ▼ 52. | ▼ 74. | ▼ 114. | ▲ 57. | ▼ 95. | ▼ 145. |

### Čtyřhra
| Rok    | 2004 | 2005 | 2006   | 2007   | 2008  | 2009  | 2010  | 2011  | 2012  | 2013  | 2014   |
| Pořadí | 677. | –    | ▲ 467. | ▲ 404. | ▲ 58. | ▼ 72. | ▲ 29. | ▼ 44. | ▼ 61. | ▲ 60. | ▼ 137. |